# Una ciutat molt calenta
Una ciutat molt calenta (títol original en anglès City Heat) és una pel·lícula estatunidenca dirigida per Richard Benjamin, estrenada el 1984. Ha estat doblada al català.

## Argument
Kansas City, anys 1930: El company de l'investigador privat Mike Murphy és brutalment assassinat, quan intenta fer xantatge a un gàngster amb els seus registres comptables secrets. El tinent Speer i el seu ex-col·lega Mike Murphy s'associen per lluitar una altra vegada contra la banda.

## Repartiment
- Clint Eastwood: Tinent Speer
- Burt Reynolds: Mike Murphy
- Jane Alexander: Addy
- Madeline Kahn: Caroline Howley
- Rip Torn: Primo Pitt
- Irene Cara: Ginny Lee
- Richard Roundtree: Dehl Swift
- Tony Lo Bianco: Leon Coll
- Nicholas Worth: Troy Roker
- Art LaFleur: Bruiser
- Jack Nance: Aram Strossell,
- Ernie Sabella: expert en balística
- Hamilton Camp: vigilant Garatge
- Arthur Malet: Doc Loomis
- Joan Shawlee: Peggy Barker
- Darwyn Swalve: Bordello Bouncer